# مواسانيت
المواسانيت  هو مركب معدني نادر، اكتشفه في الأصل هنري مواسان، وسمي باسمه. ويتكون تركيبه الكيميائي من كربيد السيليكون.

## الخواص الفيزيائية
يقام البنية البلورية جنبا إلى جنب مع التساهمية قوية تربط مشابهة لالماس، والتي تسمح مواسانيت على تحمل الضغوط العالية التي تصل إلى * 52.1 * غيغاباسكال.
الألوان تختلف على نطاق واسع وتصنف في نطاق IJK على مقياس درجات اللون الماس.

## التطبيقات

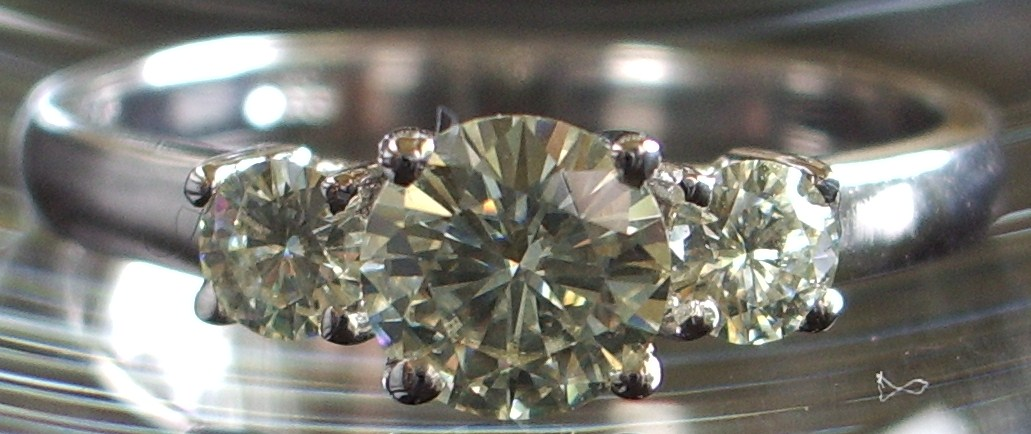
مواسانيت مجموعة في حلقة

مواسانيت هو أقوى من الياقوت أو الياقوت. في كثير من البلدان المتقدمة، تم تسجيل براءة اختراع استخدام مواسانيت في المجوهرات؛ هذه البراءات تنتهي في عام 2015 بالنسبة للولايات المتحدة، و 2016 في بلدان أخرى.
بسبب صلابته، ويمكن استخدامه في التجارب ذات الضغط العالي، ليكون بديلا للالماس
ومن المتوقع أن تلعب دورا حيويا في تمكين وتصميم دوائر الحماية المستخدمة في المحركات، والمحركات، وأنظمة تخزين الطاقة أو قوة النبض الأجهزة الإلكترونية عالية الطاقة .

## معلومات مرجعية
تم اكتشاف معدن المويسانيت من قبل هنري مويسان عند دراسة عينات من الصخور من فوهة نيزكية تقع في وادي ديابلو في أريزونا، في عام 1893. في البداية، تم التعرف على البلورات بشكل خاطئ كألماس، ولكن في عام 1904 تم تحديدها ككربيد السيليكون. تم تصنيع كربيد السيليكون الاصطناعي في مختبر إدوارد ج. آتشيسون في عام 1891، بعد عامين فقط من اكتشاف مويسان.
تم تسمية الشكل المعدني لكربيد السيليكون باسم مويسان لاحقًا في حياته.
يبدو المويسانيت مشابهاً جداً لمظهر الألماس الطبيعي، ومن الصعب تمييزه بالعين المجردة.

## التواجد الجيولوجي
في شكله الطبيعي، يظل المويسانيت نادراً جداً. حتى الخمسينيات من القرن الماضي، لم يكن هناك مصدر آخر للمويسانيت سوى في شكل حبيبات شمسية قبلية في النيازك الكوندريتية الكربونية. ثم، في عام 1958، تم اكتشاف المويسانيت في الوشاح العلوي لتشكيل نهر غرين في وايومنغ، وفي العام التالي في شكل شوائب في صخرة البرود الفائقة الكمبرلايت من منجم ألماس في ياقوتيا في الشرق الأقصى الروسي. ومع ذلك، تم التشكيك في وجود المويسانيت في الطبيعة في عام 1986 من قبل الجيولوجي الأمريكي تشارلز ميلتون.
تشير الاكتشافات إلى أنه يوجد في الطبيعة على شكل شوائب في الألماس والزينوليت وغيرها من الصخور فوق البرود الفائقة مثل اللامبرويت.

## النيازك
كشف تحليل حبيبات كربيد السيليكون الموجودة في نيزك ميرشيسون عن نسب نظيرية غير عادية للكربون والسيليكون، مما يشير إلى أصل خارج الأرض من خارج النظام الشمسي. يتشكل 99% من هذه الحبيبات حول نجوم غنية بالكربون من فرع العملاقة المقاربي.

## مزيد من القراءة
- Nassau, Kurt. (1999). "Moissanite: a new synthetic gemstone material." Journal of Gemmology, 26(7), 425–438. Article available at whatismoissanite.com (Flash page).